# Magnus Landin Jacobsen
Magnus Landin Jacobsen (ur. 20 sierpnia 1995 w Helsingør) – duński piłkarz ręczny, lewoskrzydłowy, od 2018 zawodnik niemieckiego THW Kiel. Trzykrotny Mistrz Świata z 2019, 2021 i 2023 roku, wicemistrz olimpijski z Tokio.

## Kariera sportowa
Początkowo występował w klubach HIK i Nordsjælland Håndbold.
W 2014 przeszedł do KIF Kolding København, z którym w sezonie 2014/2015 zdobył mistrzostwo Danii. W sezonie 2015/2016 rozegrał w duńskiej ekstraklasie 25 meczów i rzucił 87 bramek. W sezonie 2016/2017 wystąpił w 19 spotkaniach i zdobył 66 goli. W sezonie 2017/2018 rozegrał 26 meczów i rzucił 110 bramek. Będąc zawodnikiem duńskiej drużyny, występował również w europejskich pucharach – w sezonach 2014/2015 i 2015/2016 rozegrał w Lidze Mistrzów 26 meczów, w których rzucił 64 bramki, natomiast w sezonie 2016/2017 wystąpił w czterech spotkaniach Pucharu EHF, zdobywając 10 goli.
W lipcu 2018 został zawodnikiem THW Kiel, z którym podpisał dwuletni kontrakt. W Bundeslidze zadebiutował 2 września 2018 w wygranym spotkaniu z Die Eulen Ludwigshafen (26:19), w którym zdobył trzy gole.
W 2013 zdobył mistrzostwo świata U-19 – w turnieju rozegranym na Węgrzech rzucił 12 goli. W 2014 uczestniczył w mistrzostwach Europy U-20 w Austrii, podczas których rozegrał siedem meczów i zdobył 19 bramek. W 2015 wywalczył srebrny medal mistrzostw świata U-21 w Brazylii (rzucił w nich 18 goli).
W reprezentacji Danii zadebiutował 10 czerwca 2015 w wygranym meczu z Litwą (31:25), w którym zdobył cztery gole. W 2017 uczestniczył w mistrzostwach świata we Francji, podczas których rozegrał sześć meczów i rzucił 14 bramek. W 2018 wziął udział w mistrzostwach Europy w Chorwacji, w których zdobył sześć goli. 27 stycznia 2019 zdobył z drużyną historyczny złoty medal na mistrzostwach Świata w 2019. 31 stycznia 2021 obronił tytuł Mistrza Świata.

## Życie prywatne
Brat piłkarza ręcznego Niklasa Landina Jacobsena.

## Sukcesy

### Reprezentacyjne
Igrzyska olimpijskie:
- Tokio 2020

Mistrzostwa Świata:
- Niemcy/Dania 2019, Egipt 2021, Polska/Szwecja 2023

Mistrzostwa Europy:
- Słowacja/Węgry 2022

Mistrzostwa Świata U-19:
- Węgry 2013

Mistrzostwa Świata U-21:
- Brazylia 2015

### Klubowe
Liga Mistrzów:
- 2019/2020
- 2021/2022

Puchar EHF:
- 2018/2019

Puchar IHF:
- 2019

Mistrzostwa Danii:
- 2014/2015

Mistrzostwa Niemiec:
- 2019/2020, 2020/2021
- 2018/2019

Puchar Niemiec:
- 2019

Superpuchar Niemiec:
- 2020, 2021